# Erdvipern
Die Erdvipern (Atractaspididae) stellen eine Familie der Schlangen (Serpentes) dar. Erstmals wissenschaftlich beschrieben wurden sie im Jahre 1858 von dem deutschen Zoologen Albert Günther.

## Merkmale
Die Erdvipern sind relativ kleine Schlangen, die Körperlängen zwischen etwa 30 und 100 cm erreichen. Der Körper ist generell mehr oder weniger zylindrisch. Ihr Kopf ist zumeist ebenfalls zylindrisch geformt, klein und zugespitzt. Er setzt sich kaum oder gar nicht vom Rest des Körpers ab. Besonders die Oberseite des Kopfes weist große Schuppenschilder auf, auch die seitlichen Kopfschilder sind groß. Ein Zügelschild (Loreale) fehlt. Die Augen sind klein und die Pupillen sind rund oder oval. Um die Körpermitte der Erdvipern liegen um die 15 Rückenschuppenreihen. Die Schuppen sind glatt. Häufig ist die Schwanzspitze bedornt oder abgestumpft. Die Körperfärbung und -zeichnung ist sehr unterschiedlich und kann schlicht in einfarbig und ohne Muster oder mehrfarbig und mit verschiedensten Mustern ausfallen.

### Gebiss und Giftapparat
Der spezielle Aufbau des Gebisses und des Giftapparates ist innerhalb der Familie der Erdvipern sehr variabel. Alle Erdvipern besitzen zu Giftdrüsen umgebildete Speicheldrüsen, sogenannte Duvernoy-Drüsen, die bei einigen Gattungen, insbesondere bei Atractaspis, deutlich in den Vorderkörper reichen. Die Giftdrüsen sind fast immer mit Giftzähnen verbunden. Erdvipern besitzen im Verhältnis zur Länge des Kopfes die längsten Fangzähne unter den Schlangen. Sie liegen in horizontaler Lage auf dem Oberkieferknochen (Maxillare), welcher mit Frontal- und Präfrontalknochen so verbunden ist, dass die Giftzähne nur wenig beweglich sind und seitlich aus dem Maul rausgesteckt werden können, sie zeigen dann nach hinten. Eine Kopplung mit einer Stechbewegung erleichtert den seitlichen Biss respektive Zustich und die Injektion des Schlangengiftes. Das Maul kann dabei mehr oder weniger geschlossen bleiben. Weitere Zähne sind kaum mehr vorhanden, Atractaspis hat bis auf die stark reduzierten Unterkieferzähne und die Fangzähne, die im vorderen Bereich des Oberkiefers liegen, alle anderen Zähne verloren. Die Arten der Gattungen Amblyodipsas, Chilorhinophis, Macrelaps und Xenocalamus besitzen kurze Oberkiefer mit einem Paar Fangzähnen unter den Augen und 3 bis 5 normalen Zähnen, Aparallactus hat zumeist ebenfalls vergrößerte Giftzähne unter den Augen, bei der Spezies Aparallactus modestus fehlen sie jedoch beispielsweise gänzlich. Im Regelfall wird das Gift durch eine Rinne in den Fangzähnen in die Bisswunde geleitet. Die Stellung der Giftzähne macht es nahezu unmöglich, Erdvipern hinter dem Kopf zu fassen, ohne einen Biss zu erleiden.

## Schlangengift
Die Erdvipern produzieren ein zumeist relativ schwaches Schlangengift. Vor allem Schlangenfänger erleiden regelmäßig Bisse von Schlangen dieser Familie. Dies ist auf die eigenartige Lage der Fangzähne zurückzuführen. Insbesondere dann, wenn man eine nicht als solche identifizierte Erdviper in die Hand nimmt und sie zur genaueren Bestimmung der Art hinter dem Kopf fassen möchte, kommt es oft zu Giftbissen. Trotz der relativen Häufigkeit der Bisse konnten bisher von lediglich drei Spezies der Atractaspididae Todesfälle nachgewiesen werden, darunter Atractaspis irregularis sowie die Arabische Erdviper (Atractaspis microlepidota) als eine der giftigsten, die in Somalia unter anderen den Beinamen „Sieben Schritte“ trägt, was auf der Vorstellung basiert, dass ein Biss dieser Schlange schnell töten soll. Allerdings trat der Tod in einem dokumentierten Fall innerhalb von knapp sechs Stunden ein, was wohl bereits recht schnell ist. Bei fast allen Arten ist ein Giftbiss äußerst schmerzhaft, glücklicherweise verläuft er selten drastisch.

### Toxine und Giftwirkung
Das Gift der Erdvipern ist sehr unterschiedlich aufgebaut. Zumeist beinhaltet es mehr oder weniger geringe neurotoxische, gelegentlich zytotoxische Eigenschaften. Charakteristisch für viele Arten der Familie sind Sarafotoxine, die unter den Schlangen einzigartig sind und als Kardiotoxine das Herz angreifen, indem sie den Blutfluss in den Herzkranzgefäßen (Koronararterien) negativ durch die Verengung dieser Gefäße beeinflussen und so zu einem Herzinfarkt führen können. Im Gift einiger Erdvipern sind Mytoxine nachgewiesen, die das Muskelgewebe angreifen, den Herzmuskel sowie auch andere Muskeln. Nach einem Biss können je nach Art nur lokale Symptome wie zum Beispiel Schmerzen und eine Schwellung an der gebissenen Gliedmaße, Schwellung der Lymphknoten und durchaus auch Nekrosen auftreten oder systemische Symptome wie Schmerzen bei Bewegung der Zunge und Augenlider sowie beim Schlucken, Lähmungen, Übelkeit und Erbrechen, Durchfälle, Kopfschmerzen und Fieber vorkommen. Aufgrund eventuell vorkommender Koagulantien kann es auch zu einer Störung der Blutgerinnung kommen. Bei den gefährlichen Arten kann der Tod durch einen Kreislaufzusammenbruch, Herzstillstand oder Atemlähmung eintreten.

### Therapie
Nach einem Biss sollten wegen der oft starken Schwellungen zunächst alle beengenden Gegenstände (Armbanduhren, Ringe etc.) abgenommen werden. Wenn möglich, muss ein Notarzt gerufen und Liegendtransport vorgenommen werden, in jedem Fall sollte versucht werden Ruhe zu bewahren. Lokal wird die Bisswunde antiseptisch gesäubert und es werden gezielt Antibiotika gegeben. Ein chirurgischer Eingriff ist nur im Falle einer Nekrose oder eines Abszesses nötig und darf nur bei normalen Gerinnungswerten durchgeführt werden. Falls notwendig sollte eine Impfung oder Auffrischung des Impfschutzes gegen Tetanus vorgenommen werden. Beim Auftreten von Hypotonie (Blutunterdruck) und einem Schock sind Corticosteroide und Antihistaminika zu verabreichen, um der Erweiterung der Blutgefäße entgegenzuwirken. Adrenalin ist für den Notfall bereitzustellen. Patienten sind mindestens 24 Stunden stationär zu beobachten, vor allem bezüglich Herzaktivität, Lähmungserscheinungen und Fibrinogenwerte.

## Lebensweise
Erdvipern führen eine sehr verborgene Lebensweise, sie leben als grabende Schlangen unterirdisch, oft wohl in den Gängen, die ihre Beutetiere graben. Dabei bohren sie sich mit dem zugespitzten Kopf voran durch das Substrat und stoßen sich gegebenenfalls mit dem Dorn an der Schwanzspitze ab. Die glatten Schuppen und die gleichmäßig zylindrische Form des gesamten Körpers verhindern ein starkes Abbremsen und das Verhaken mit Unebenheiten. Es kommt nur selten, meistens nachts, vor, dass Erdvipern an der Oberfläche aufzufinden sind. Typisch für die meisten Erdvipern ist ihre Warnhaltung, bei der die Schnauze flach auf den Boden gelegt und der Hals bogenförmig nach oben gedrückt wird. Durch die Lebensweise kommt es kaum zu Begegnungen mit Menschen. Allerdings können kräftige Regenfälle die Schlangen dichter unter die Oberfläche treiben, was das Barfußgehen dann unter Umständen lebensgefährlich werden lässt. Eine weitere Folge der versteckten Lebensweise ist die Tatsache, dass über die Familie der Erdvipern verhältnismäßig wenig wissenschaftliche Daten vorliegen.

### Fortpflanzung
Auch das Fortpflanzungsverhalten der Erdvipern ist noch relativ unerforscht. Die Familie ist fast durchgehend eierlegend (Oviparie). Der Tausendfüßerfresser Aparallactus jacksoni ist ei-lebend-gebärend (Ovoviviparie) und bringt lebende Junge zur Welt. Eine weitere Art, von der angenommen wird, ei-lebend-gebärend zu sein, ist Amblyodipsas concolor. Bei weiteren Arten und Gattungen herrscht Unsicherheit über die Weise der Fortpflanzung. Über die Gelege- und Wurfgröße liegen in der Regel kaum Informationen vor, man geht bei den meisten oviparen Spezies von einem Gelegeumfang zwischen drei und zehn Eiern aus.

### Ernährung
Das Beutespektrum der Erdvipern ist recht groß. Es reicht von Froschlurchen und grabenden Amphibien wie Blindwühlen über Reptilien, insbesondere beinlose Echsen, und zum Teil auch andere Schlangen, bis hin zu Kleinsäugern wie grabende Nagetiere. Die meisten Arten kombinieren mehrere Beutetiere. Die Arten der Tausendfüßerfresser (Aparallactus) sind sehr spezialisiert und erbeuten ausschließlich Tausendfüßer. Der Aufbau des Giftapparates und des Gebisses ist eine Anpassung an die unterirdische Lebensweise der Erdvipern. In den engen Gängen können sie das Maul kaum öffnen, Beutetiere werden seitlich regelrecht mit einem Giftzahn gestochen und das Gift wird injiziert. Ist es bewegungsunfähig oder tot, wird es schlangentypisch in einem Stück heruntergeschlungen.

## Vorkommen
Das Verbreitungsgebiet der Erdvipern beschränkt sich auf ganz Afrika (ausgenommen bestimmte Regionen) und den südwest-arabischen Raum sowie Israel im Nahen Osten. Bemerkenswert ist die Tatsache, dass in den meisten Ländern lediglich ein oder zwei Arten nachweisbar sind, wenngleich in Kamerun neun und im Kongo acht Spezies der Erdvipern aufzufinden sind. Die Lebensräume dieser Schlangen sind sehr vielfältig und reichen von Sand-, Stein-, Geröll- und Halbwüsten über Steppen und Savannen bis hin zu lichten Wäldern, Küstenwald und Regenwald.

## Systematik
Die Erdvipern sind taxonomisch schwer klassifizierbar, bis vor einigen Jahren wurden die Mitglieder der Familie regelrecht zwischen Vipern und Nattern hin und her geschoben, zum Teil sogar bei den Giftnattern eingeordnet. Nach neueren Untersuchungen bilden sie zusammen mit einigen Unterfamilien der paraphyletischen Nattern die Familie Lamprophiidae, deren Schwestergruppe die Giftnattern sind.
In der Familie der Erdvipern sind die folgenden 11 Gattungen enthalten:
- Unterfamilie Aparallactinae[2]
  - Amblyodipsas
  - Aparallactus
  - Brachyophis
  - Chilorhinophis
  - Hypoptophis
  - Macrelaps
  - Poecilopholis
  - Polemon
  - Xenocalamus
- Unterfamilie Atractaspidinae[3]
  - Atractaspis
  - Homoroselaps